# 1916 en Inde
Chronologie de l'Inde
- 1912
- 1913
- 1914
- 1915
- 1916
- 1917
- 1918
- 1919
- 1920

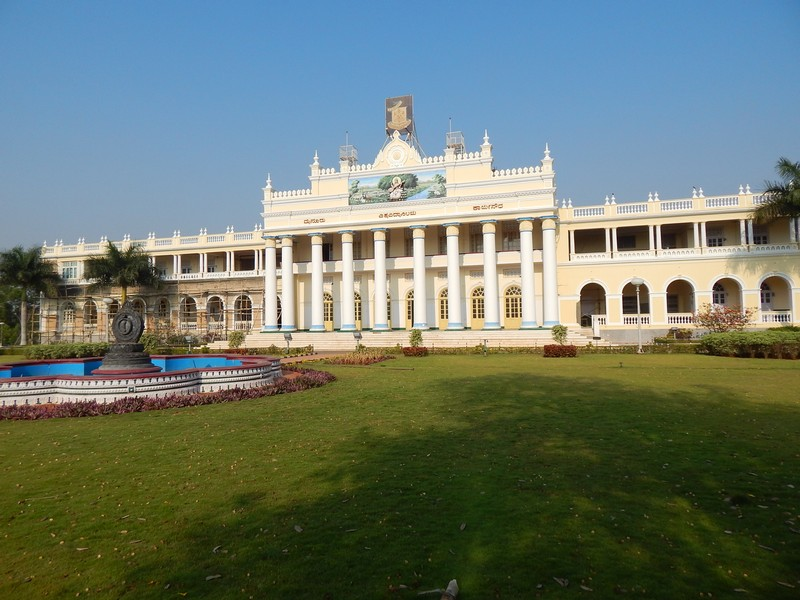
Création de l'université de Mysore.

Cette page concerne les évènements survenus en 1916 en Inde  :

## Évènement
- Poursuite du mouvement Bijolia (en), un mouvement paysan contre les exactions liées aux revenus fonciers.
- Les dirigeants du parti du Congrès national indien concluent une alliance - le pacte de Lucknow - avec la Ligue musulmane.

## Création
- All-India Home Rule League
- Université hindoue de Bénarès
- Université de Mysore

## Naissance
- Jagjit Singh Aurora (en), général.
- Kanan Devi, actrice.
- Bismillah Khan, musicien.
- M. S. Subbulakshmi, chanteuse.
- Deendayal Upadhyaya (en), personnalité politique.

## Décès
- Ugyen Dorji (en), personnalité politique.
- Behari Lal Gupta (en), personnalité politique.
- Anwarmiya Kaji (en), poète.
- Swadeshabhimani Ramakrishna Pillai (en), écrivain nationaliste, journaliste et activiste politique.
- Mosa Walsalam Sastriyar (en), musicien.
- Shivkar Bapuji Talpade, pionnier de l'aviation.